# Luftfahrtmuseum Rimini
Das Luftfahrtmuseum Rimini (it. Parco Tematico & Museo dell'Aviazione di Rimini) ist ein Luftfahrtmuseum in der Nähe von Rimini, Italien. Es befindet sich auf einem Hügel an der Schnellstraße SS 72, die von Rimini nach San Marino führt. Mit einer weitestgehend nicht überdachten Ausstellungsfläche von rund 100.000 Quadratmetern und über 50 ausgestellten Luftfahrzeugen gehört es zu den größten seiner Art in Italien. Zu den Exponaten gehören auch Militärfahrzeuge, Geschütze und Militaria.
Die Gründung erfolgte 1995.

## Exponate (Auswahl)

### Flugzeuge
| - Aermacchi MB-326 - Antonow An-2 - De Havilland FB. Mk4 Venom - Douglas DC-3 - Fairchild Merlin - Fiat G.91R/T/PAN - Fiat G.46 - Fokker Dr.I (Replica) - Gloster Javelin Faw. Mk9 | - Iljuschin Il-28 - Let L-410 Turbolet - Lockheed F-104 - Lockheed T-33 - McDonnell Douglas F-4 - MiG-15 UTI - MiG-17 (Lim-6bis) - MiG-19 (Shenyang F-6) - MiG-21 MF/PFM/UM | - North American T-6 - Piaggio P.148 - Piaggio P.166 - PZL TS-11 Iskra - Republic F-84 - SIAI-Marchetti S 208 - Suchoi Su-17 - Suchoi Su-7 - Vought A-7 |

### Hubschrauber
- Agusta Bell AB-204
- Agusta Bell AB-205
- Mil Mi-2
- Mil Mi-9

### Waffen
| - Autoblindo FIAT 6616 - Bofors 40 mm - Breda 20 mm - Oerlikon 20 mm - Defa 40 mm - Flak 88 mm - Britische 94 mm | - T-55 - Scud-Rakete - Sd.Kfz. 251 - M15/42 - SMA 2 - Raketenfeuerleitanlage - Geschützturm der Maginotlinie |

### Motoren
| - Alfa Romeo 1100 da 120 CV - Allison J-33A-35 - Continental R-975 - General Electric J79-GE-11A - Klimow WK-1F | - Lycoming 6-Zylinder Boxermotor - Pratt & Whitney R-1535-13 WASP - PZL Mielec SO - 3 W - PZL Rzeszow/Isotow GTD-350 - Tumanski R-11 - Walter Minor 6 - III |